# كازوهيرو ناكاتا
كازوهيرو ناكاتا (中多和宏 ناكاتا كازوهيرو) هو مؤدي أصوات ياباني ولد 19 مارس 1958 في ناغاساكي.

## أدواره في الأنمي

### مسلسلات أنمي تلفزيونية
- سلايرز نكست - هالسيفورم
- تسوباسا كرونيكل - فيه وان ريد
- كاوبوي بيباب - مورغان
- أوتلو ستار - رون مكدوغال
- المقاتل المتنقل جي جاندام - جنتل تشابمان
- التقرير المتنقل الجديد جاندام وينج - رشيد
- شامان كينج - كاريم
- بليتش - أستاذ كاغيني, جيروبو إيكّانزاكا
- يوغي GX - لوسيين
- دي جرايمان - جيدو
- جانجريف - راندي
- AVENGER - جوبيتر
- ميغامان محارب النت - دكتور ريغال, ليزراوي
- دوت هاك ساين - بير
- دوت هاك روتس - تايهاكو
- باكانو! - مانفريد بيريام
- فايت/ستاي نايت - سويتشيرو كوزوكي
- جنود السايبورغ - القائد المتحكم بالآلة المجنونة M1
- إينيشيال دي Fourth Stage - تومويوكي تاتشي
- كيكايشي - فرد من مجلس الإثنا عشر
- فرسان الأرض - دكتور سامي
- لوست يونيفرس - زينان
- غريت تيتشر أونيزوكا - هاجيمي فوكورودا
- بوكيمون - فيكتور

### أوفا أنمي
- فانتوم: ريكوييم فور ذا فانتوم - سايث ماستر
- التقرير المتنقل الجديد جاندام وينج: إندليس والتز - رشيد

### أفلام أنمي
- فايت/ستاي نايت: Unlimited Blade Works - سويتشيرو كوزوكي

## أدواره في الدبلجة اليابانية
- ماتريكس - العميل سميث
- الماتريكس 2 - العميل سميث
- داك المراوغ - القائد
- كازينو رويال - لو شيفر
- عرض لوني تيونز - مارفن ذا مارشن

## وصلات خارجية
- كازوهيرو ناكاتا على موقع IMDb (الإنجليزية)
- كازوهيرو ناكاتا على موقع قاعدة بيانات الفيلم (الإنجليزية)
- كازوهيرو ناكاتا على موقع ANN person (الإنجليزية)